# Emerson (New Jersey)
Pour les articles homonymes, voir Emerson.
Emerson est un borough situé dans le comté de Bergen dans l'État du New Jersey. En 2020, sa population est de 7 290 habitants.

## Toponymie
Le nom du borough a été donné en l'honneur de l'auteur Ralph Waldo Emerson (1803-1882), essayiste, philosophe et poète américain.

## Démographie
Selon le recensement de 2020, la population d'Emerson est de 7 290 habitants.

## Source de la traduction
- (en) Cet article est partiellement ou en totalité issu de l’article de Wikipédia en anglais intitulé « Emerson, New Jersey » (voir la liste des auteurs).